# 피아니스트를 쏴라
《피아니스트를 쏴라》(프랑스어: Tirez Sur Le Pianiste)는 프랑스에서 제작된 프랑수아 트뤼포 감독의 1960년 드라마, 범죄 영화이다. 찰스 아즈나버 등이 주연으로 출연하였고 피에르 보롱베르제 등이 제작에 참여하였다.

## 줄거리
갱스터 가족에서 태어난 에두아르는 형제들과 달리 피아니스트의 삶을 살고 있다. 하지만 결국 형제들과 같이 일하게 된다.

## 출연

### 주연
- 찰스 아즈나버
- 마리에 두보이스

### 조연
- 니콜 베르게르
- 미쉘 머시어
- 다니엘 보랭거
- 알렉스 조페
- 알베르 레미

## 기타
- 원작자: 데이빗 구디스

## 스탭
- 각본 - 프랑수아 트뤼포
- 조감독 - 프랑시스 코냐르시
- 음악 - 조르쥬 들르뤼